# Przysięga Ireny

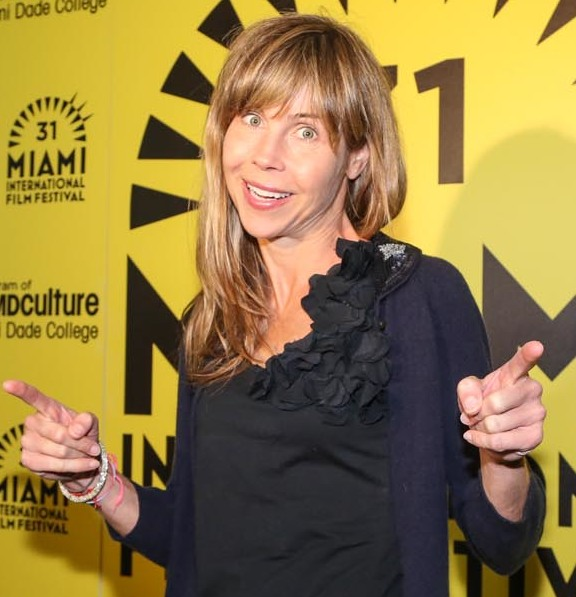
Reżyserka filmu Przysięga Ireny Louise Archambault

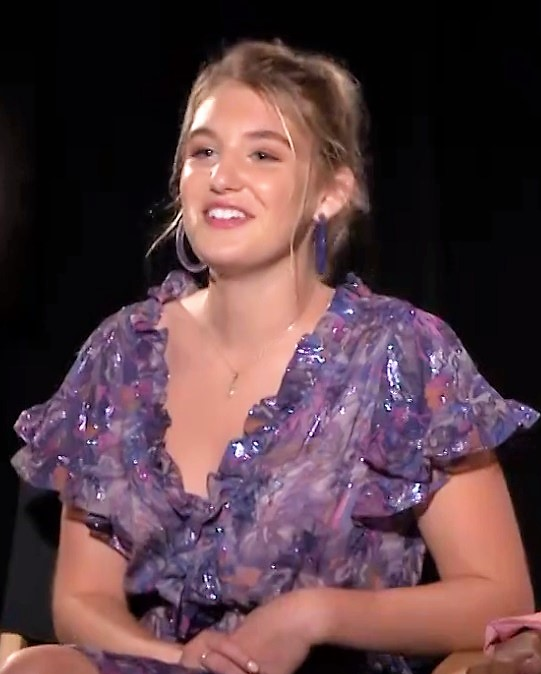
Sophie Nélisse odgrywająca w filmie rolę Ireny Gut-Opdyke

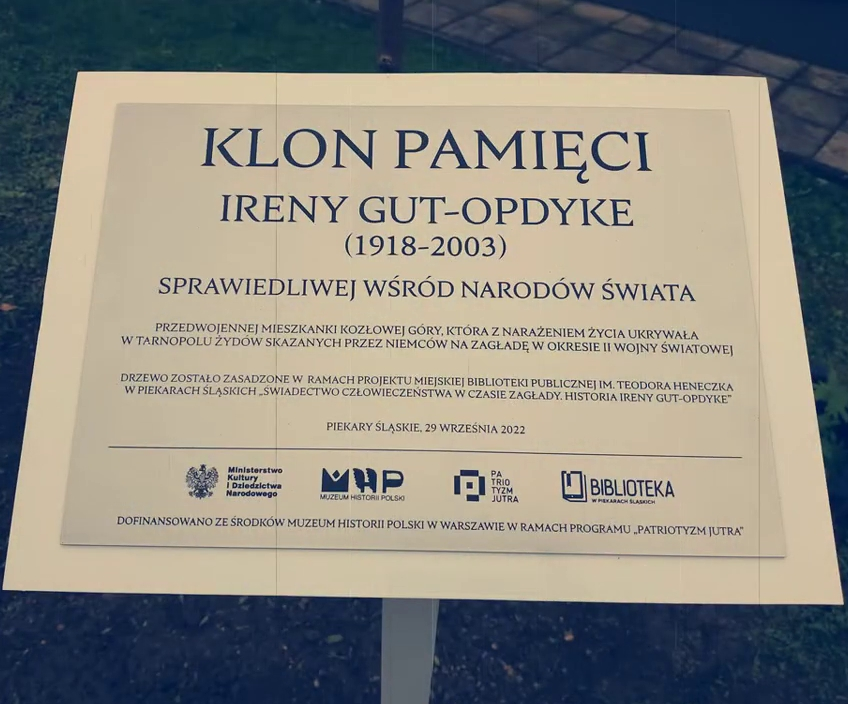
Tablica pamięci Ireny Gut-Opdyke Sprawiedliwej wśród Narodów Świata w Piekarach Śląskich

Przysięga Ireny (ang. Irena's Vow) – kanadyjsko-polski dramat wojenny z 2023 roku w reżyserii Louise Archambault. 

## Fabuła
Film kanadyjsko-polski, inspirowany prawdziwymi wydarzeniami, to historia nastoletniej Ireny Gut-Opdyke, która w czasie II wojny światowej i okupacji niemieckiej z narażeniem życia ukrywała i uratowała od zagłady kilkanaście osób żydowskiego pochodzenia. Irena Gut w 1982 r. została uhonorowana przez Instytut Jad Waszem w Jerozolimie tytułem Sprawiedliwej wśród Narodów Świata.

## Obsada
- Sophie Nélisse – Irena Gut-Opdyke
- Dougray Scott – Rugmer
- Andrzej Seweryn – Schultz
- Maciej Nawrocki – Rokita
- Sharon Azrieli – Helen
- Aleksandar Milićević – Lazar
- Eliza Rycembel – Ida
- Agata Turkot – Clara
- Filip Kosior – Thomas
- Krzysztof Szczepaniak – Moise
- Irena Melcer – Zosia
- Eryk Kulm – Abram Klinger
- Zuzanna Puławska – Fanka
- Tomasz Tyndyk – Henry
- Rafał Mohr – Alex
- Mateusz Mosiewicz – Marian
- Rafał Maćkowiak – Joseph
- Marcel Sabat – Kruger
- Robert Koszucki – oficer SS

i inni

## Produkcja
Scenariusz filmu powstał na podstawie sztuki teatralnej, cieszącej się dużym powodzeniem wśród nowojorskiej publiczności, Irena's Vow autorstwa Dana Gordona, który był też scenarzystą m.in. filmów Pasażer 57 i Wyatt Earp. Główną rolę w sztuce pt. Irena's Vow grała Tovah Feldshuh. Zdjęcia do filmu kręcono w Lublinie, Warszawie, Modlinie i Konstancinie.
Światową premierę film miał 10 września 2023 roku na 48. Międzynarodowym Festiwalu Filmowym w Toronto. W Polsce premiera odbyła się 19 kwietnia 2024 (czyli w rocznicę wybuchu powstania w getcie warszawskim). Na konferencji prasowej, poprzedzającej polską premierę filmu, był obecny m.in. Roman Haller, który jako dziecko został ocalony przez Irenę Gut-Opdyke.